# Avenue Daumesnil (Paris)
Pour les articles homonymes, voir Avenue Daumesnil et Daumesnil.
L’avenue Daumesnil est une voie située dans le 12e arrondissement de Paris et à Saint-Mandé,,,, en France.

## Situation et accès
L'avenue Daumesnil traverse tout le 12e arrondissement. Elle débute au niveau de la rue de Lyon, près de la place de la Bastille et continue vers l'est sur une distance de 3,4 km jusqu'à Saint-Mandé et au bois de Vincennes. Ensuite, elle se poursuit sur plus de 3,3 km au nord du bois (formant la limite sud de Saint-Mandé pendant une partie) jusqu'au château de Vincennes.

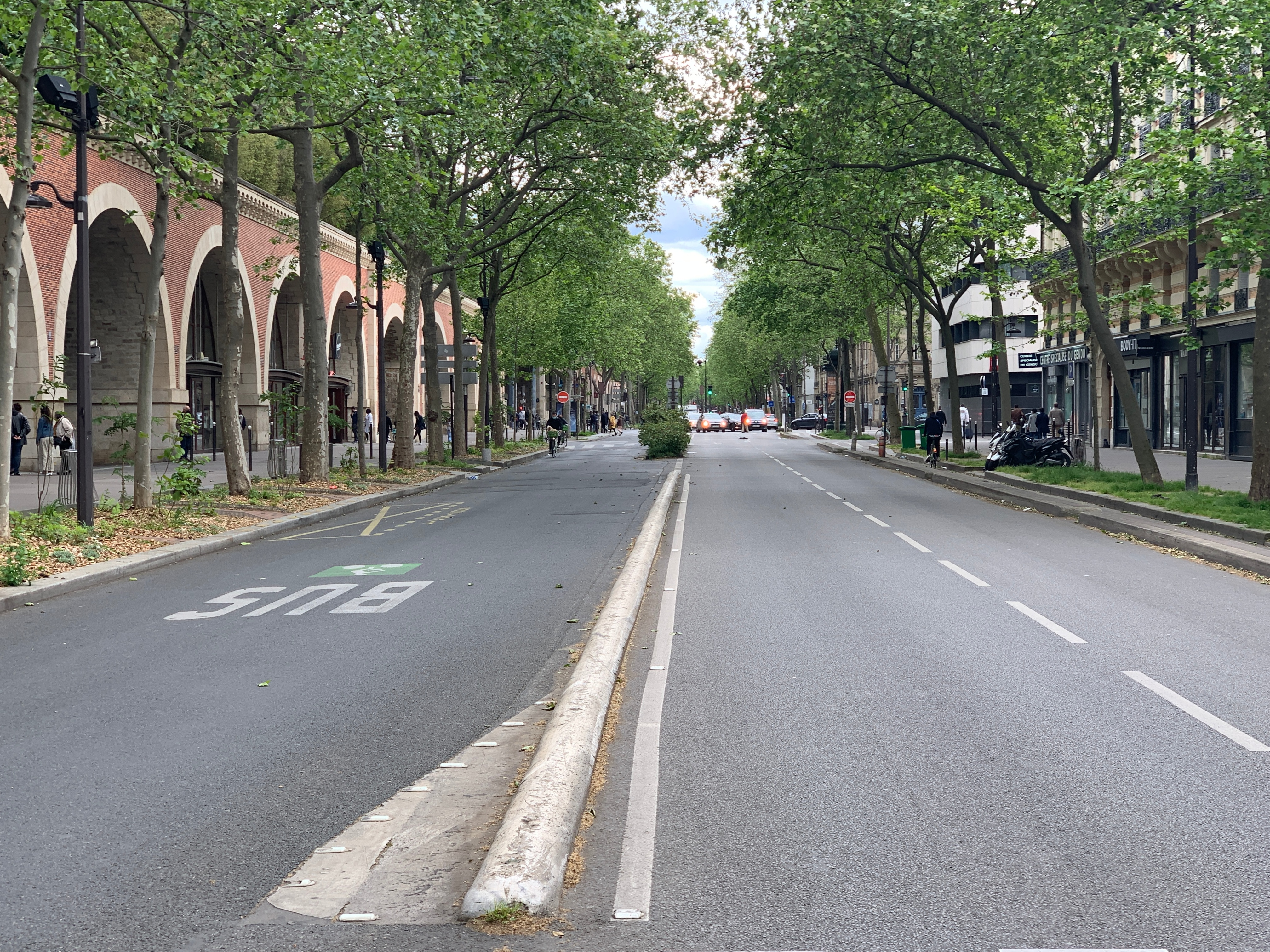
L'avenue, entre la rue de Lyon et la mairie du 12e.
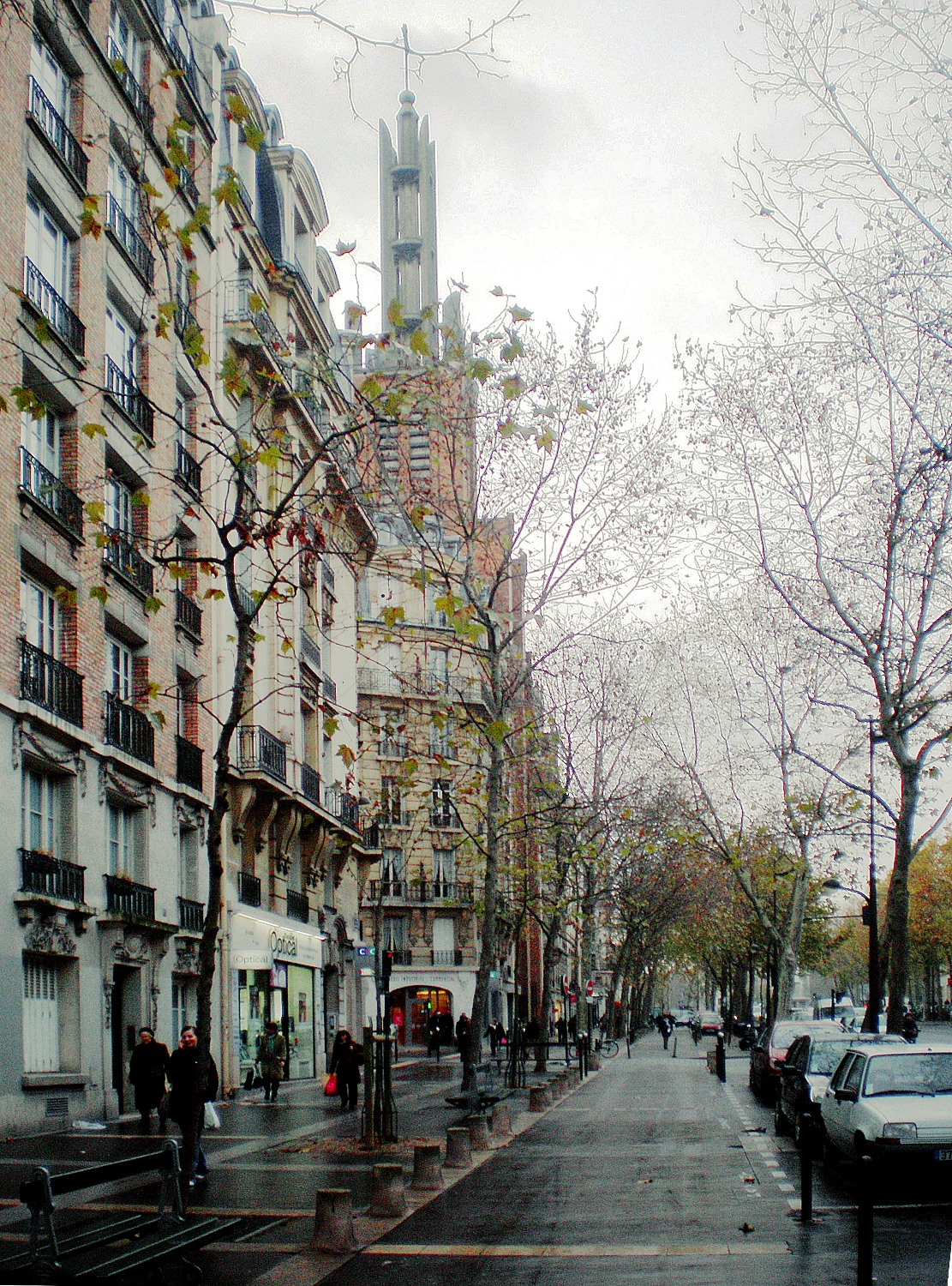
L'avenue entre la place Félix-Éboué et la porte Dorée ; à gauche, la flèche de l'église du Saint-Esprit.

Longue de 6 270 m au total, elle constitue la voie la plus longue de Paris si l'on inclut la section située sur le territoire de Saint-Mandé et à l'exception des voies express, le bois de Vincennes étant administrativement rattaché à Paris. En considérant Paris intra-muros, la voie non-express la plus longue est la rue de Vaugirard avec 4 360 m.

### Numérotation
La numérotation des bâtiments débute à l'ouest de l'avenue Daumesnil, à partir de la rue de Lyon. Les numéros impairs 1 à 295 et pairs 4 à 284 sont utilisés à Paris. Les numéros impairs 1 à 55 sont utilisés à Saint-Mandé.

### Voies rencontrées
L'avenue Daumesnil rencontre les voies suivantes, dans l'ordre des numéros croissants (« g » indique que la rue se situe à gauche, « d » à droite) :
De Paris à la limite de Saint-Mandé
- Rue de Lyon
- Rue Moreau (g)
- Avenue Ledru-Rollin
- Rue Traversière
- Rue Michel-Chasles (d)
- Rue Abel
- Rue Hector-Malot
- Boulevard Diderot
- Rue Guillaumot (d)
- Passage Raguinot (d)
- Passage Gatbois (d)
- Rue Chrétien-de-Troyes (d)
- Rue de Rambouillet
- Rue du Charolais (d)
- Rue de Charenton
- Rue du Congo (d)
- Rue Antoine-Julien-Hénard (g) / Rue Bignon (d)
- Rue Élisa-Lemonnier (d)
- Rue Dubrunfaut (d)
- Rue Dugommier (d)
- Rue Brahms (g)
- Place Félix-Éboué
- Rue Raoul (d)
- Rue Cannebière (d)
- Rue Sidi-Brahim (g)
- Rue Tourneux (d)
- Rue Gossec (g)
- Rue de Picpus
- Rue de Toul (g)
- Rue de Fécamp (d)
- Avenue du Général-Michel-Bizot
- Rue de la Véga (g)
- Rue du Colonel-Oudot (g)
- Place Édouard-Renard
- Route de Ceinture-du-Lac-Daumesnil (d)
- Boulevard de la Guyane (g)

### Saint-Mandé (à gauche) / bois de Vincennes (à droite)
- Avenue Robert-André Vivien (g)
- Route de Ceinture-du-Lac-Daumesnil (d)
- Avenue Alphand (g)
- Boulevard du Général-de-Gaulle (g) / Avenue de Saint-Maurice (d)
- Rue Jeanne-d'Arc (g)
- Chaussée de l'Étang (g) / Route de l'Asile-National (d) / Allée des Lapins (d)

### À travers le bois de Vincennes
- Route Brûlée (d)
- Route de l'Épine (g)
- Route du Lac-de-Saint-Mandé
- Route de la Tourelle
- Avenue du Polygone (d)
- Esplanade Saint-Louis
- Avenue des Minimes

### Accès
Trois stations de métro sont accessibles depuis l'avenue : Daumesnil desservie par les lignes 6 et 8 et Michel Bizot et Porte Dorée desservies par la ligne 8, cette dernière étant également desservie par la ligne de tramway T3a. Les stations Bastille, desservie par les lignes 1, 5 et 8, Montgallet  par la ligne 8 et Château de Vincennes  par la ligne 1 sont accessibles à faible distance.

## Origine du nom
La dénomination de la voie est un hommage au baron Pierre Daumesnil (1776-1832), général d'Empire qui a défendu le château de Vincennes en 1814 et 1815, car elle était la voie conduisant à ce château.

## Historique

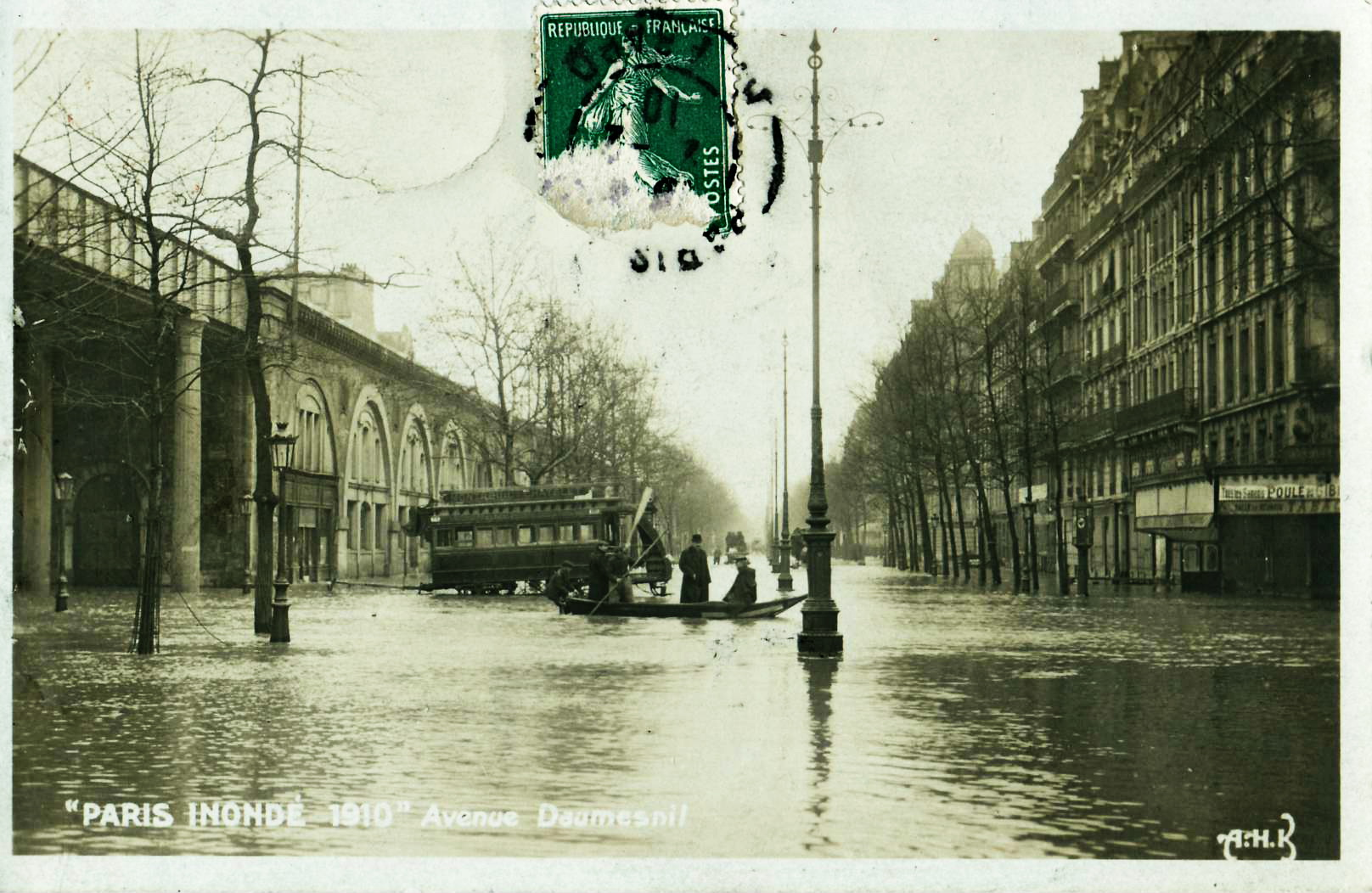
L'avenue pendant la crue de la Seine de 1910.

Dans le cadre des transformations de Paris sous le Second Empire, l'avenue dite « de Vincennes » est tracée le 16 avril 1859 entre la place de la Bastille et l'ancienne barrière de Reuilly (située à l'emplacement de l'actuelle place Félix-Éboué). À partir de la rue de Lyon (qui, dans le tracé originel, devait être absorbée par l'avenue) jusqu'à la rue de Charenton, elle longe la ligne de Paris-Bastille à Marles-en-Brie (viaduc des Arts) ouverte en 1859. Elle provoque la disparition d'une petite partie de la rue des Terres-Fortes (actuelle rue Lacuée) et absorbe l'intégralité de la rue Beccaria située au nord de la prison Mazas. L'avenue s'éloigne ensuite de la voie ferrée pour rejoindre l'ancienne barrière de Reuilly,.
En 1862, le prolongement de l'avenue entre l'ancienne barrière de Reuilly et la porte de Picpus (actuelle porte Dorée, à l'emplacement de la place Édouard-Renard) est déclaré d'utilité publique. Cette avenue reprend jusqu'à l'entrée du bois de Vincennes le tracé d'un ancien chemin dit « du Marais » (ou « des Passe-Putains ») qui marquait la limite entre les communes de Bercy et Saint-Mandé avant l'extension de Paris par la loi du 16 juin 1859. L'avenue se prolonge jusqu'à l'esplanade du château par une voie en courbe tracée en 1857 lors du réaménagement du bois de Vincennes par Adolphe Alphand et Jean-Pierre Barillet-Deschamps. Dans sa dernière section, elle reprend le tracé de l'allée de Saint-Mandé qui reliait l'esplanade à la porte de Saint-Mandé (située approximativement à l'intersection de l'avenue Sainte-Marie et de la rue Jeanne-d'Arc à Saint-Mandé), et qui apparait déjà sur le plan de Roussel en 1730.
L'avenue prend son nom actuel en 1864.
Le 30 janvier 1918, durant la première Guerre mondiale, les nos 218 et 231 avenue Daumesnil sont touchés lors d'un raid effectué par des avions allemands. Le 8 mars 1918 un autre raid touche le no 211 et le 11 mars 1918 c'est au tour du no 276.
En 1929, le bois de Vincennes est officiellement rattaché à la commune de Paris. La partie de l'avenue dans le bois est donc incorporée à la voirie parisienne. En 1935, la place créée entre les boulevards Soult et Poniatowski et les avenues Armand-Rousseau et du Général-Laperrine dans le cadre l'aménagement de la porte Dorée pour l'exposition coloniale de 1931 a changé de nom pour celui de « place Édouard-Renard ».

## Bâtiments remarquables et lieux de mémoire
L'avenue Daumesnil, depuis l'opéra Bastille (plus précisément, la rue de Lyon) jusqu'à la rue Montgallet, est bordée par le viaduc des Arts. Ce viaduc, sous le nom de « viaduc Daumesnil », portait autrefois la ligne de chemin de fer allant de la gare de la Bastille (aujourd’hui remplacée par l'opéra du même nom) à Boissy-Saint-Léger (aujourd'hui accessible par la ligne A du RER). Les arches du viaduc étaient auparavant occupées par des associations caritatives (dans les arches des façades vous trouviez des ateliers d'ébénisterie garage beaucoup d'artisans ont disparu quand Chirac maire de Paris a créé la coulée verte) mais, lors de sa rénovation en 1988 par l'architecte Patrick Berger, elles sont désormais réservées aux professions des arts appliqués, plus quelques commerces. Le dessus du viaduc a été utilisé pour aménager une promenade, la Promenade plantée. Cette promenade franchit l'avenue Ledru-Rollin par un ancien pont ferroviaire.

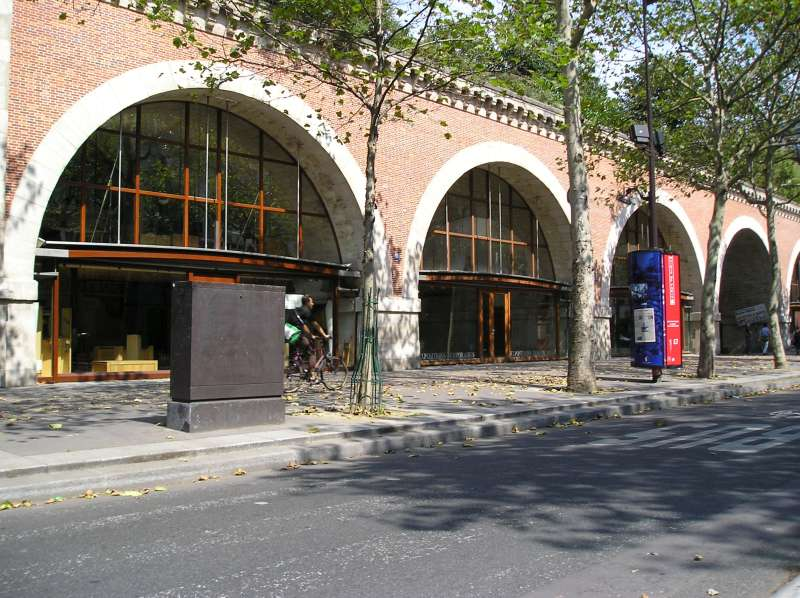
Les arches du viaduc des Arts.
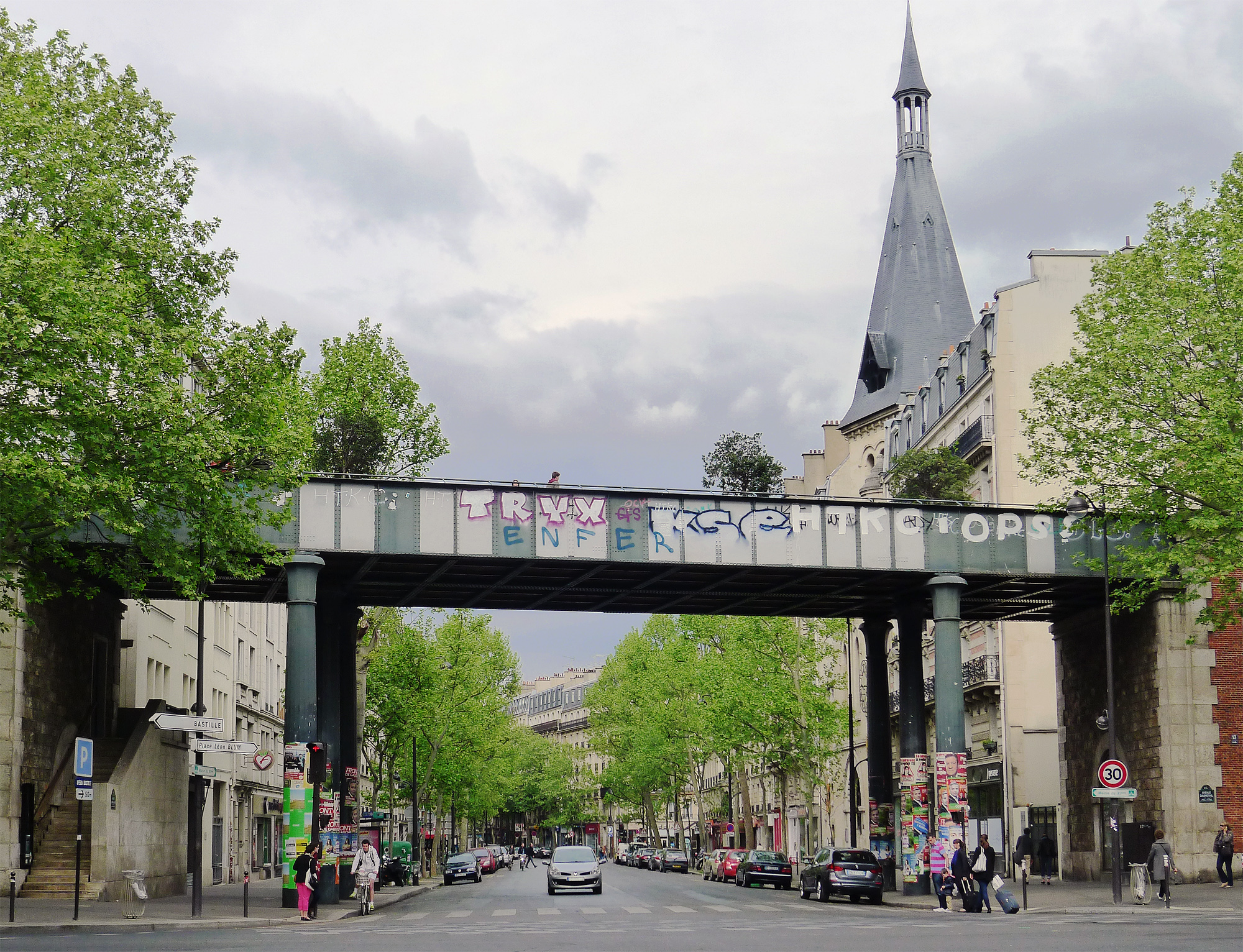

Face au viaduc, l'avenue est bordée sur une première partie par des bâtiments de style haussmannien ; ensuite le bâti devient plus hétérogène.

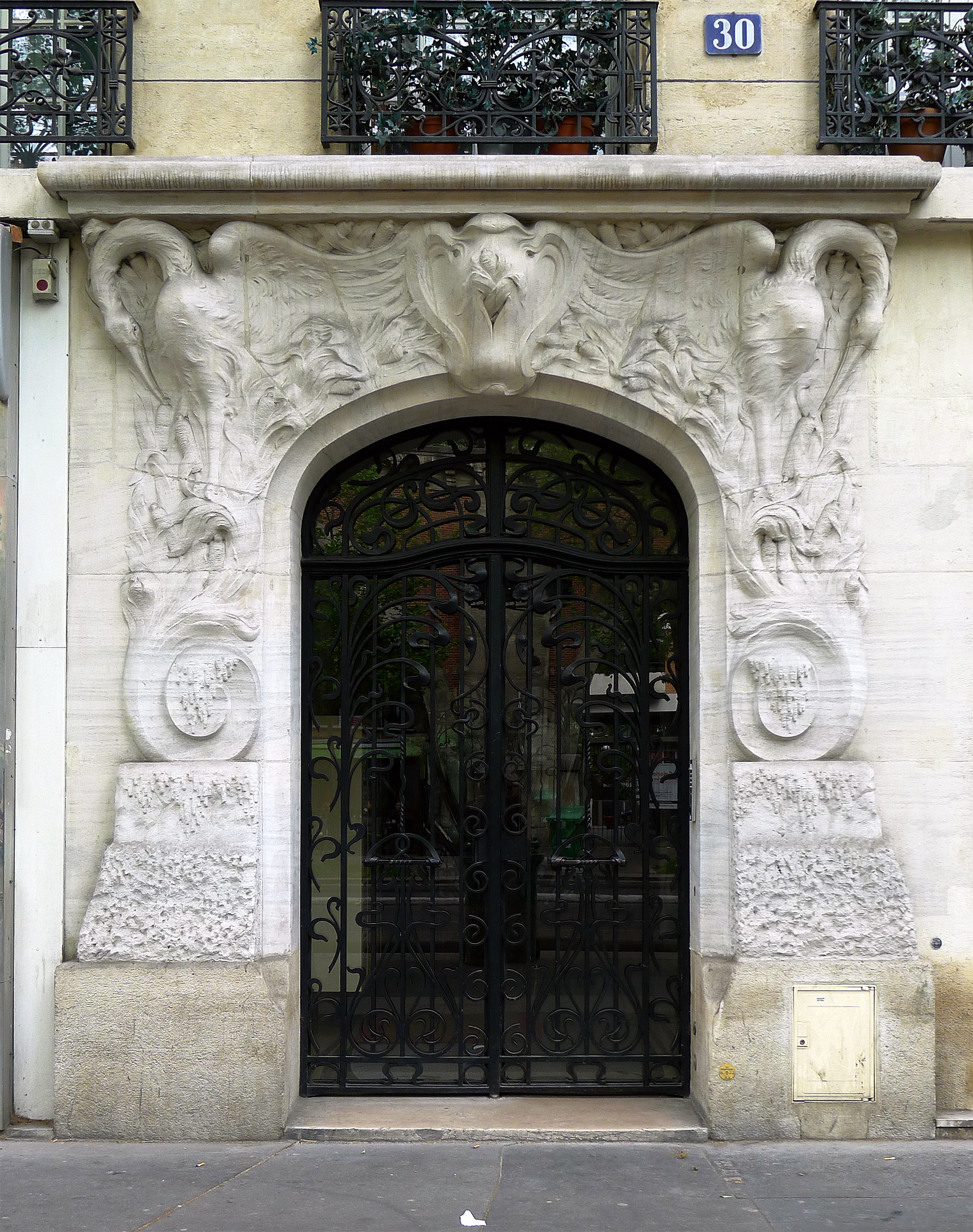
No 30 : porte Art nouveau.
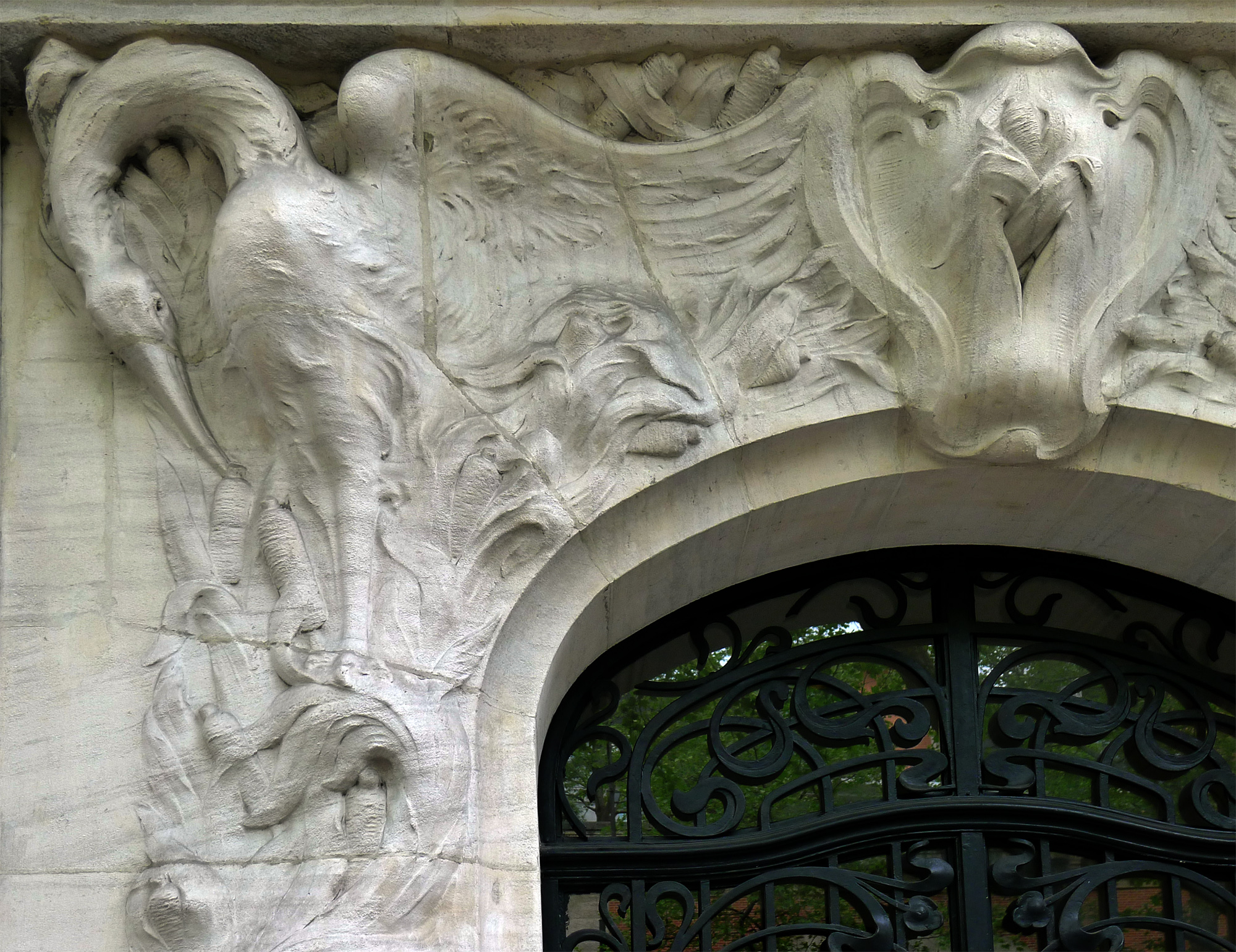
No 30 : détail des sculptures.
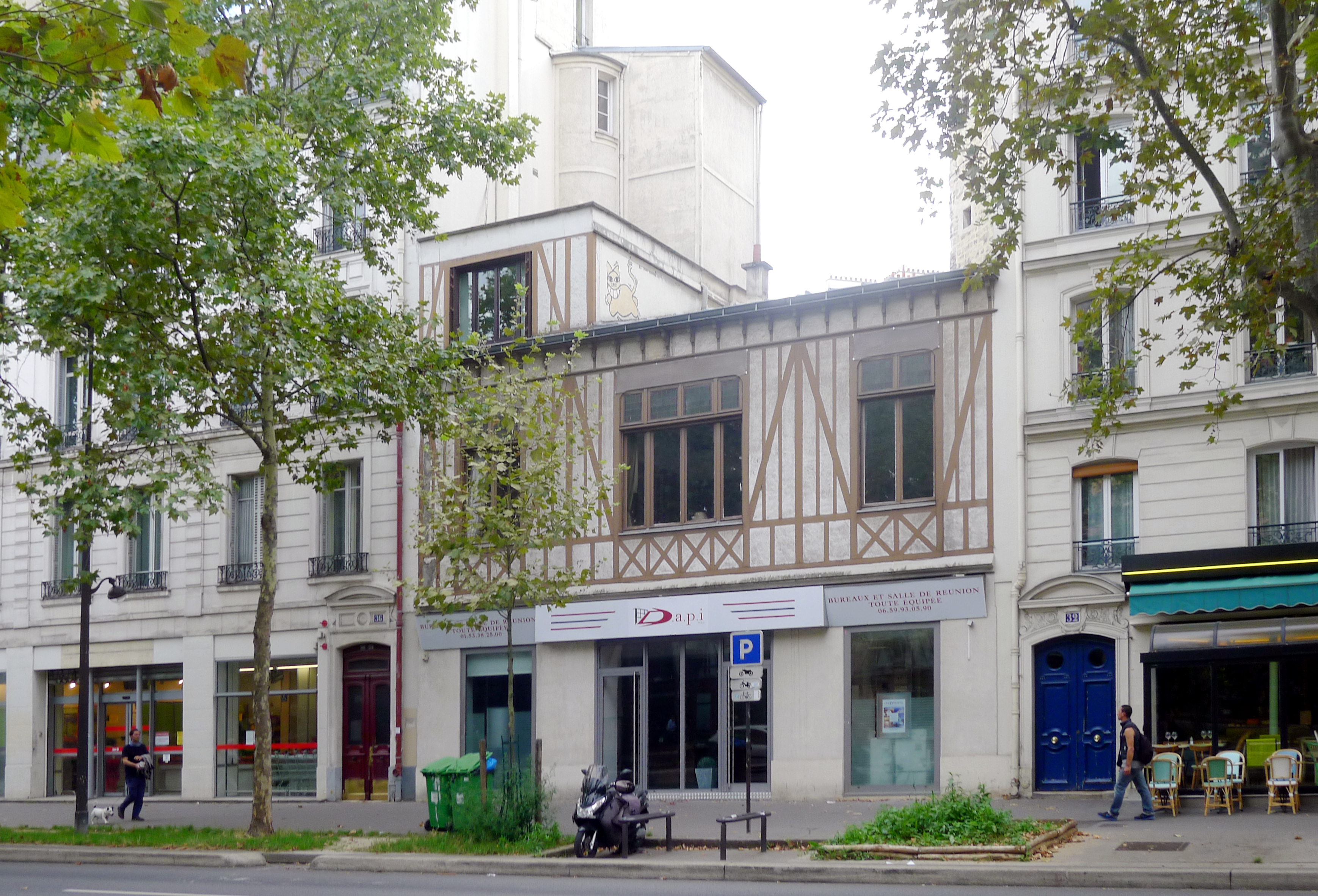
No 34 : maison à colombages.
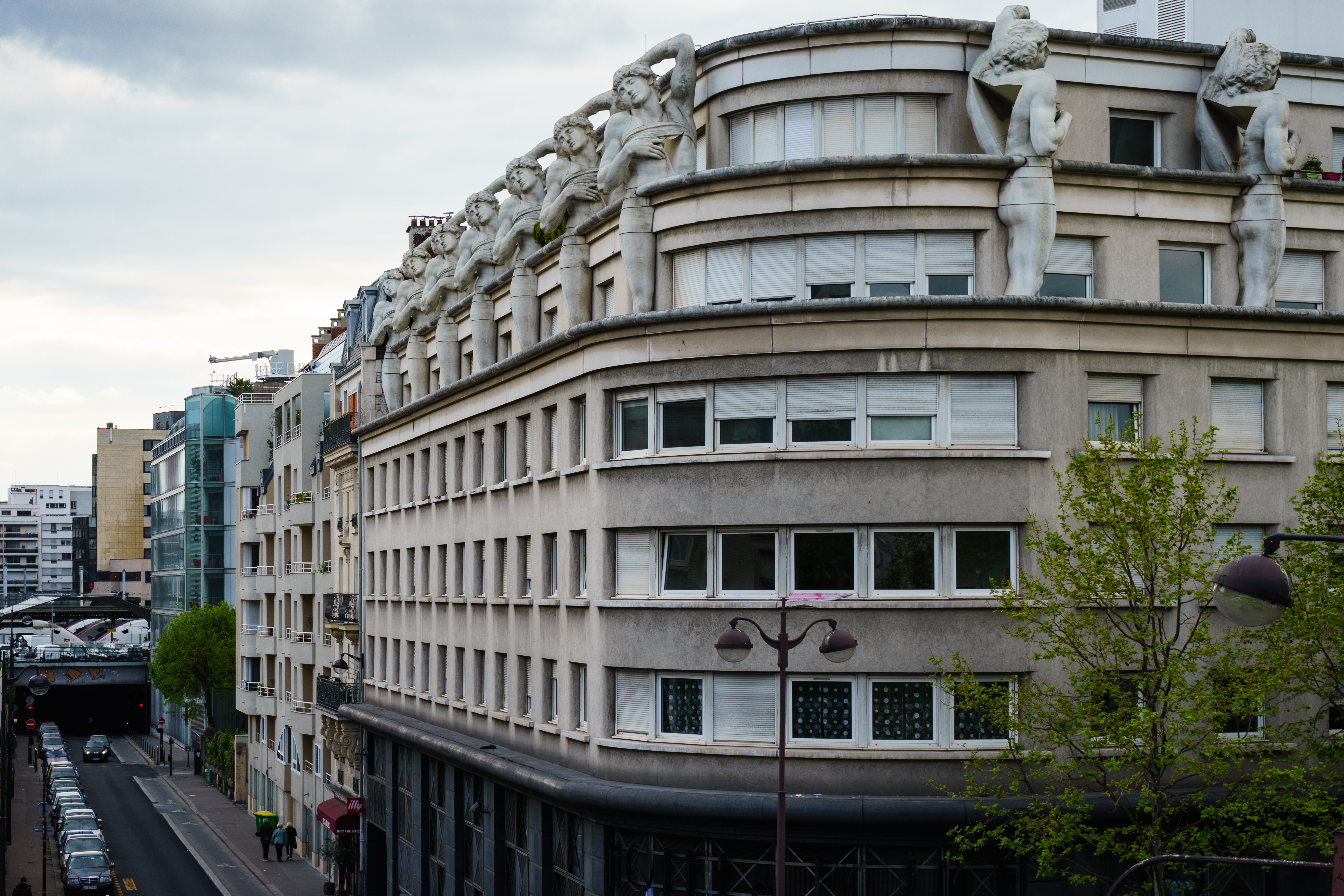
No 80 : Commissariat central d'arrondissement (1991) par Manuel Núñez Yanowsky et Miriam Teitelbaum.

Plus loin, l'avenue longe la mairie du 12e arrondissement entre les nos 130-132 et le square Eugène-Thomas. De là, elle monte vers la place Félix-Éboué en laissant sur sa gauche l'ancienne gare de Reuilly. Après la place, l'avenue descend vers la porte Dorée.

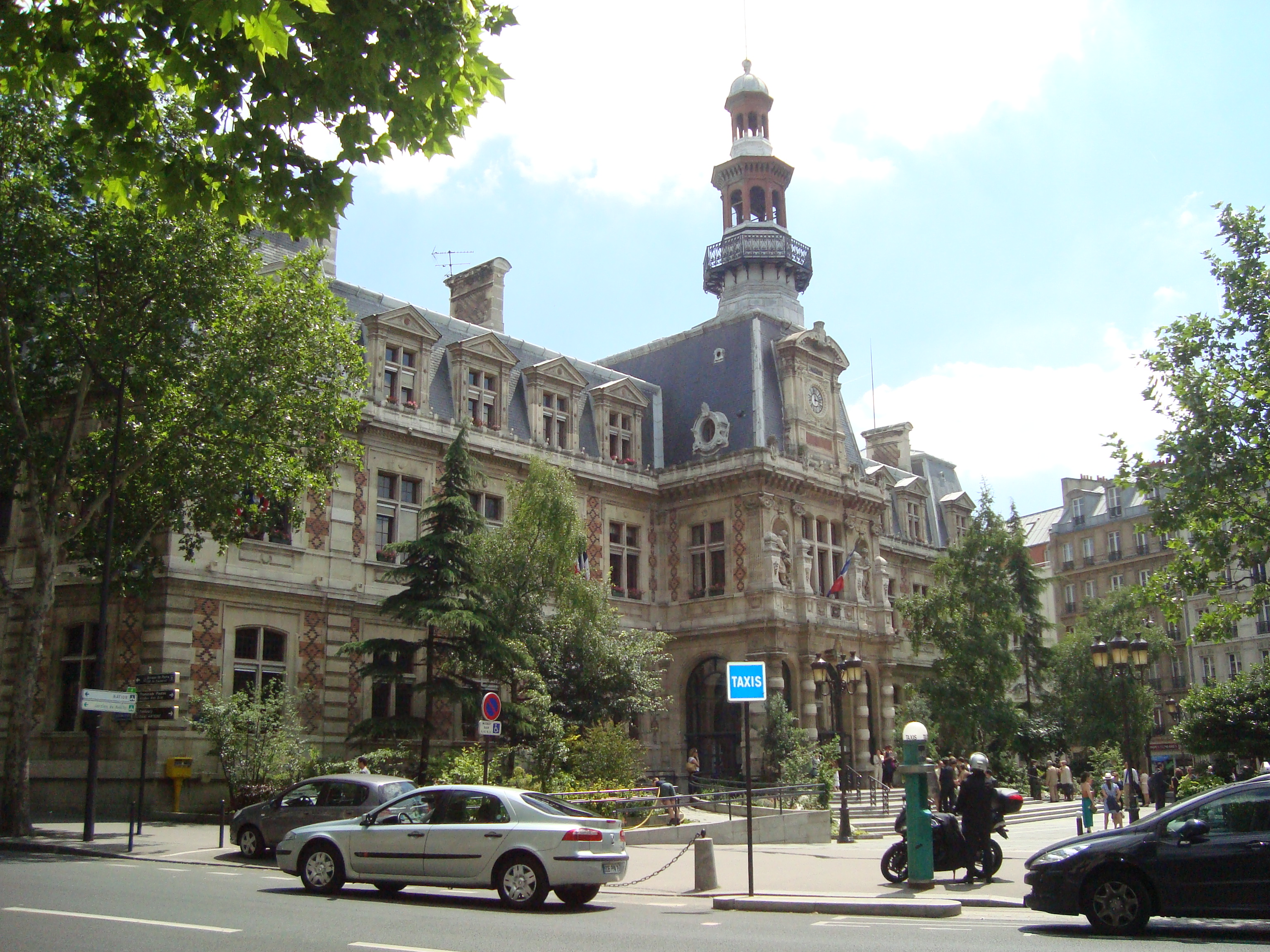
Mairie du 12e.
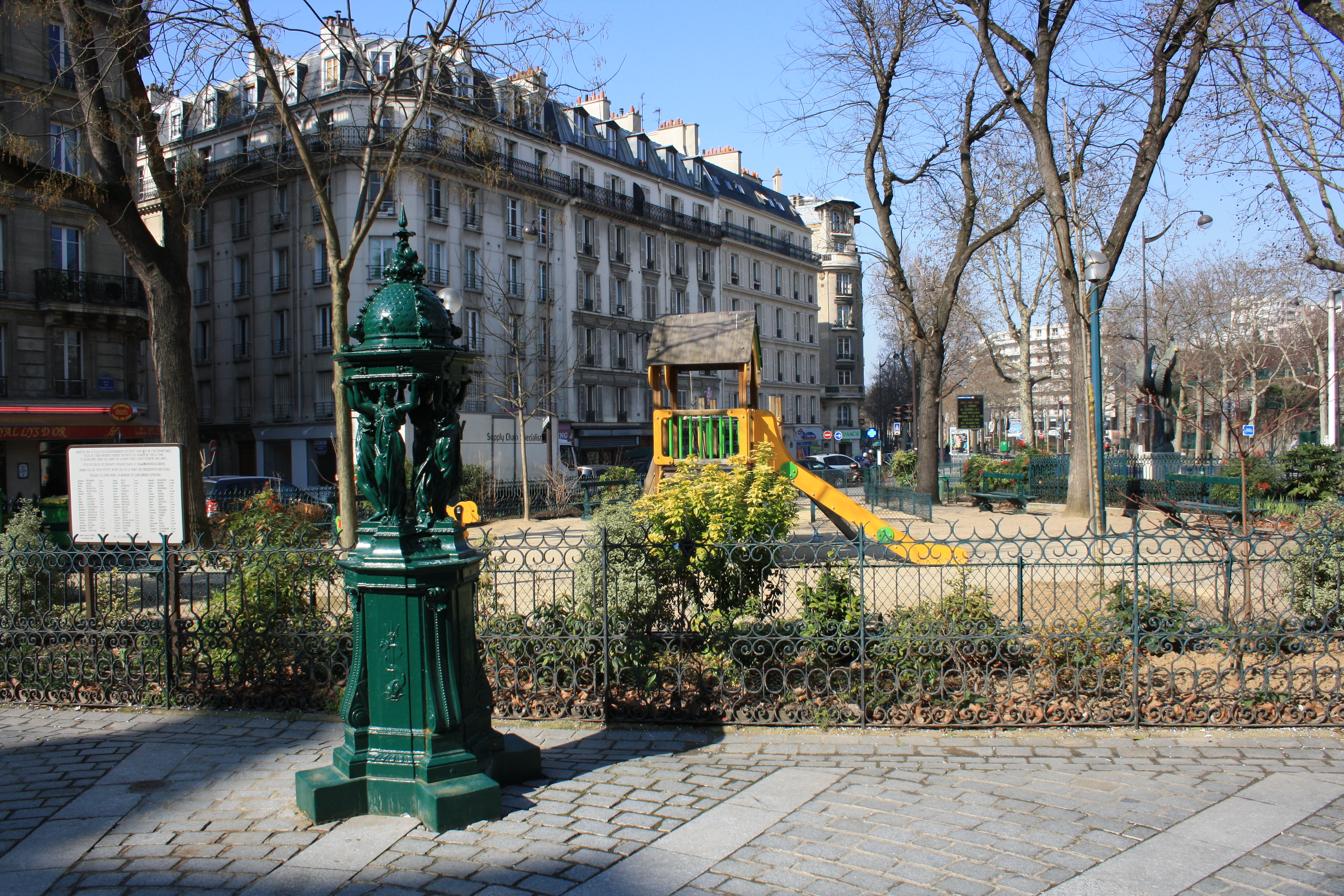
Square Eugène-Thomas.
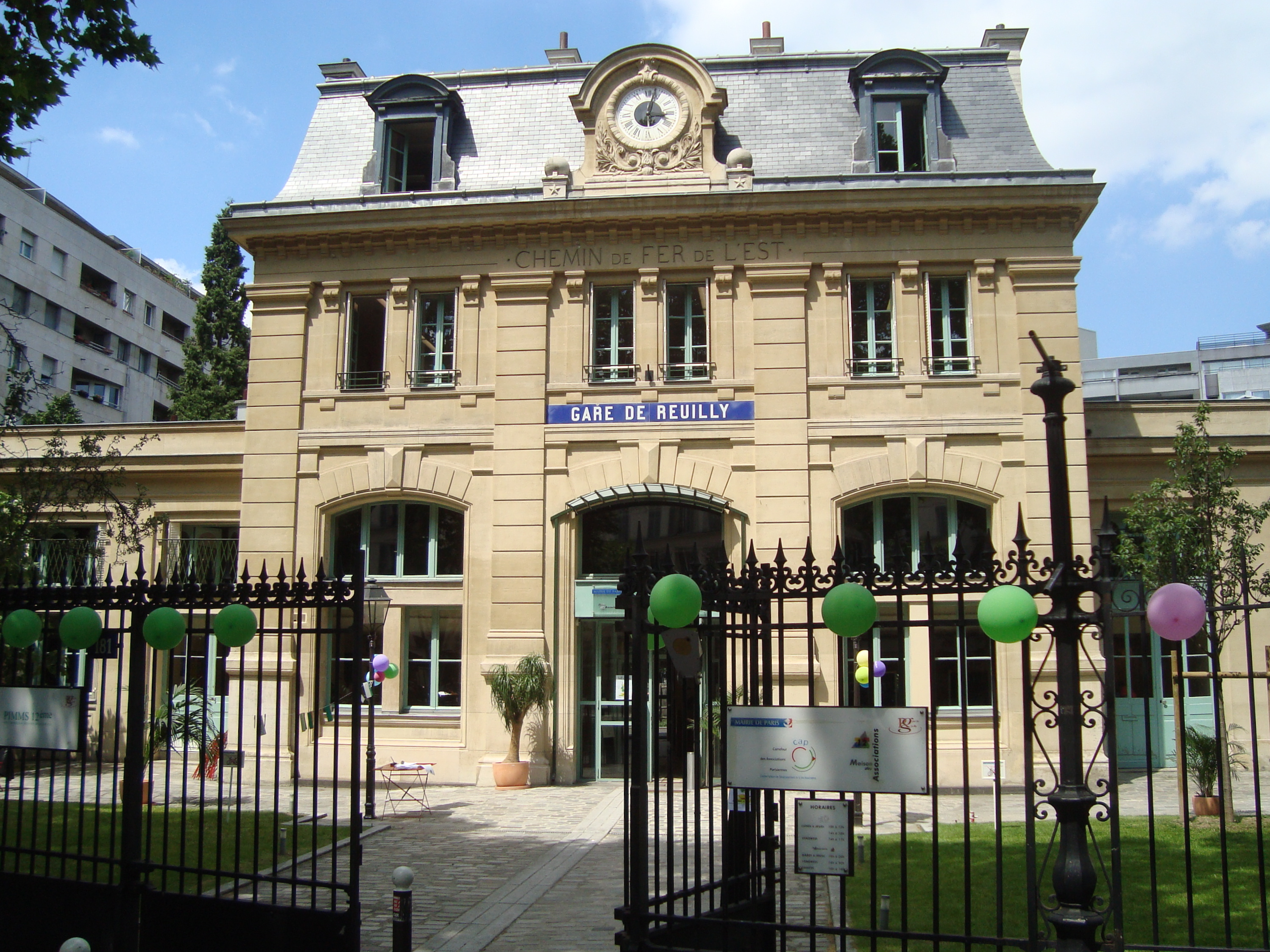
Gare de Reuilly.
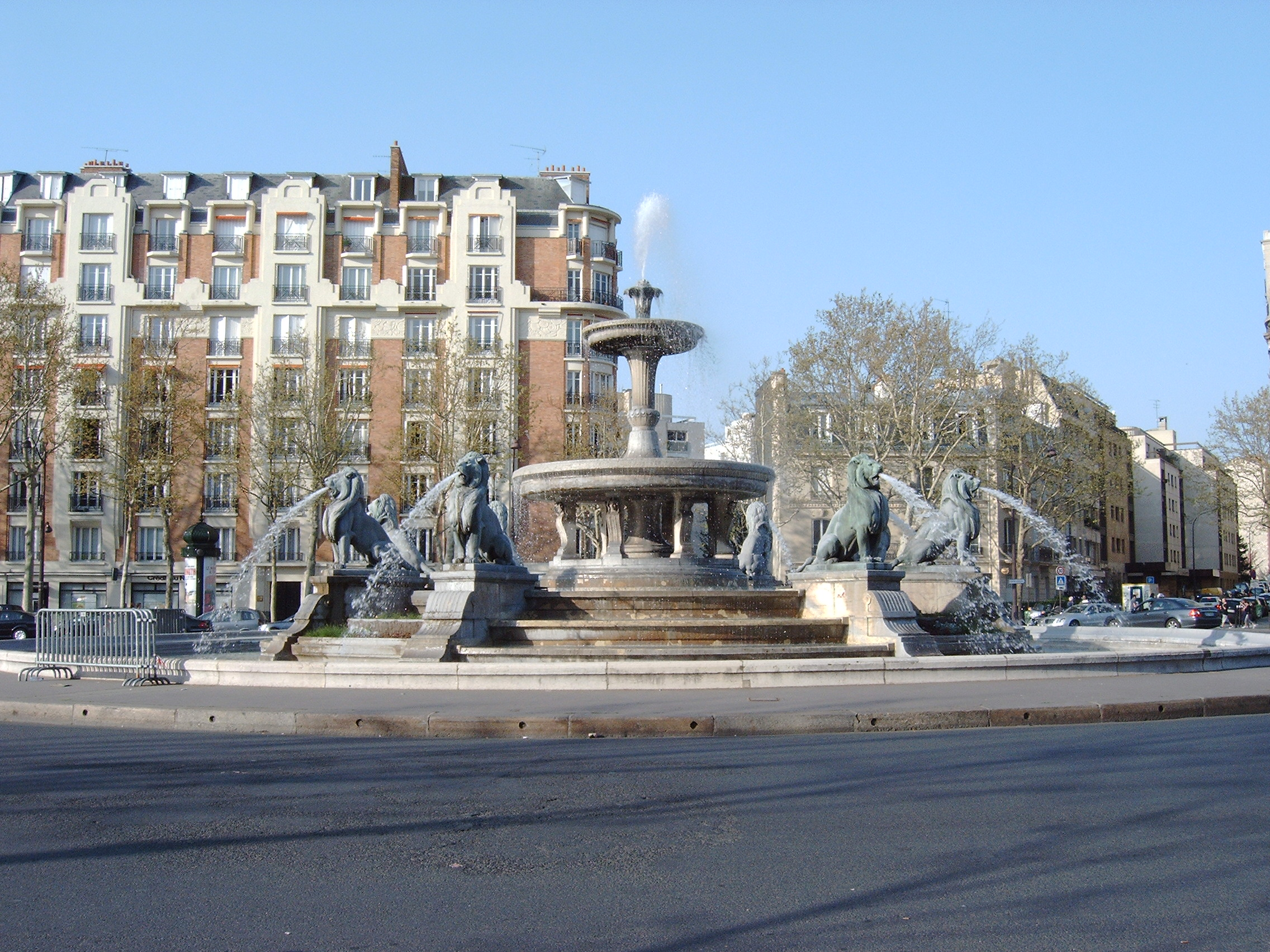
Place Félix-Éboué.

Au nos 124 et 126, immeuble du groupe des maisons ouvrières de la fondation de Madame Jules Lebaudy. L'ensemble de 184 logements est construit autour de deux cours. Une des cours intérieures a été appelée square Eugène-Hatton. 

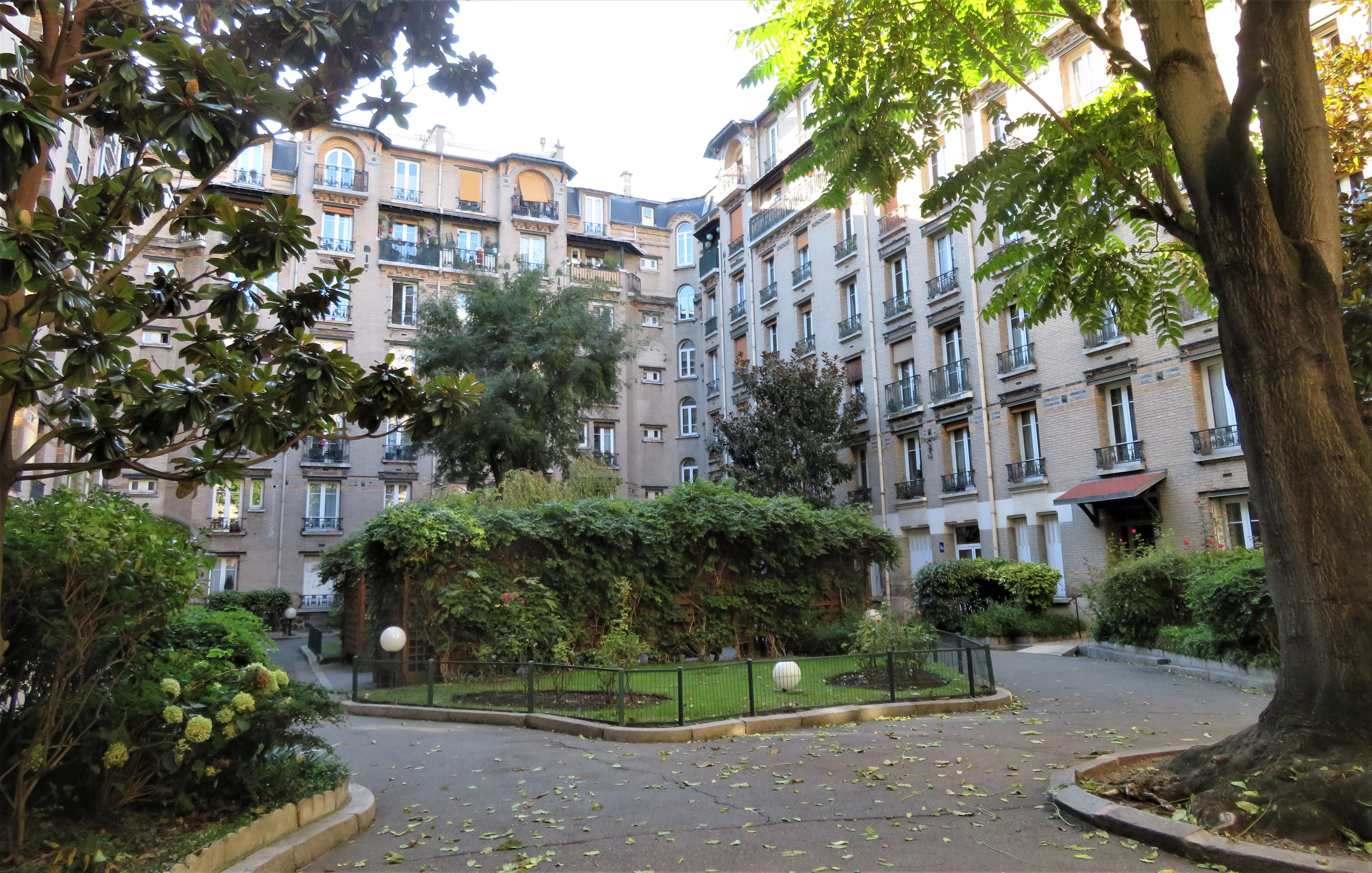
Fondation Madame Jules Lebaudy.
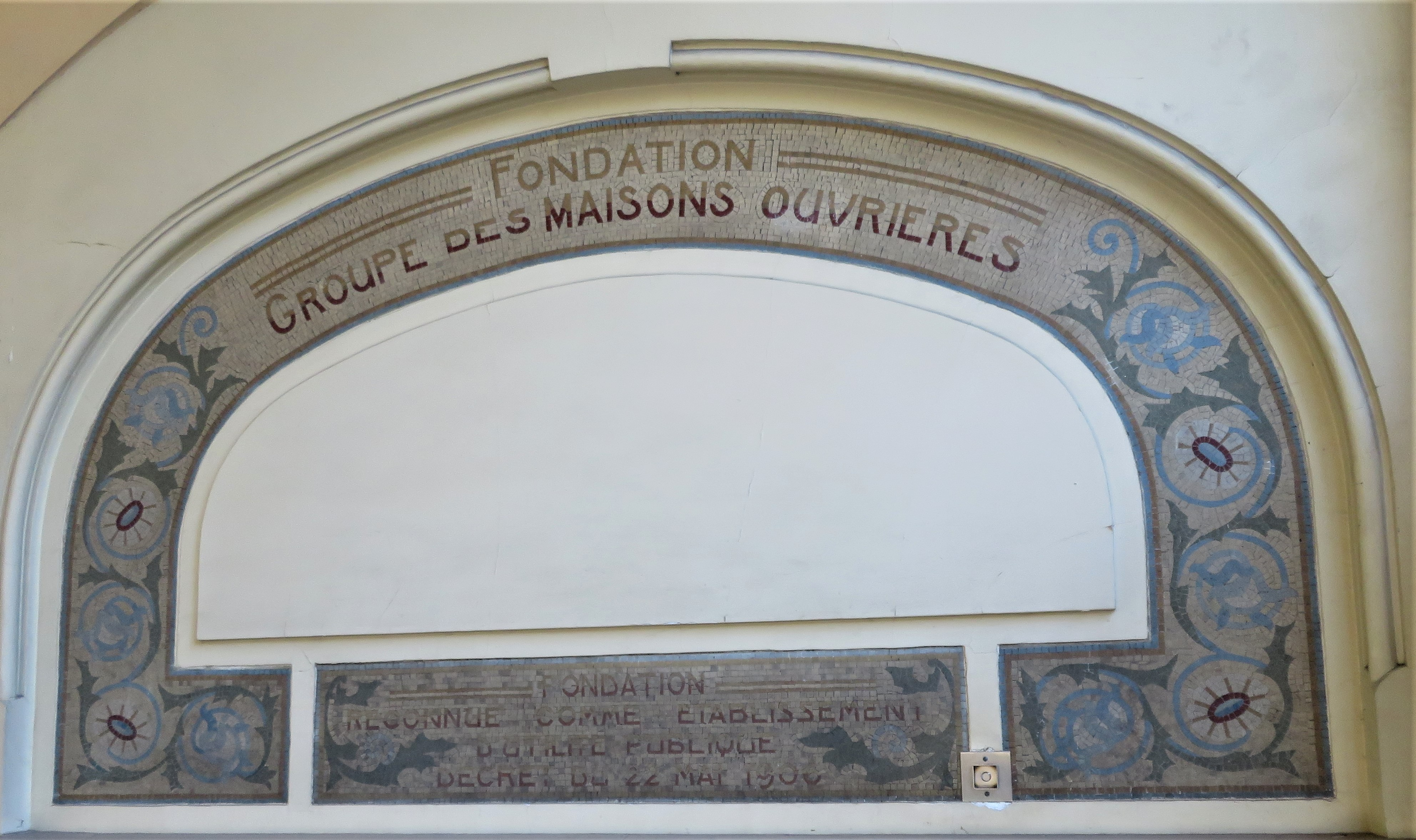
Fondation groupe des maisons ouvrières 126 avenue Daumesnil.
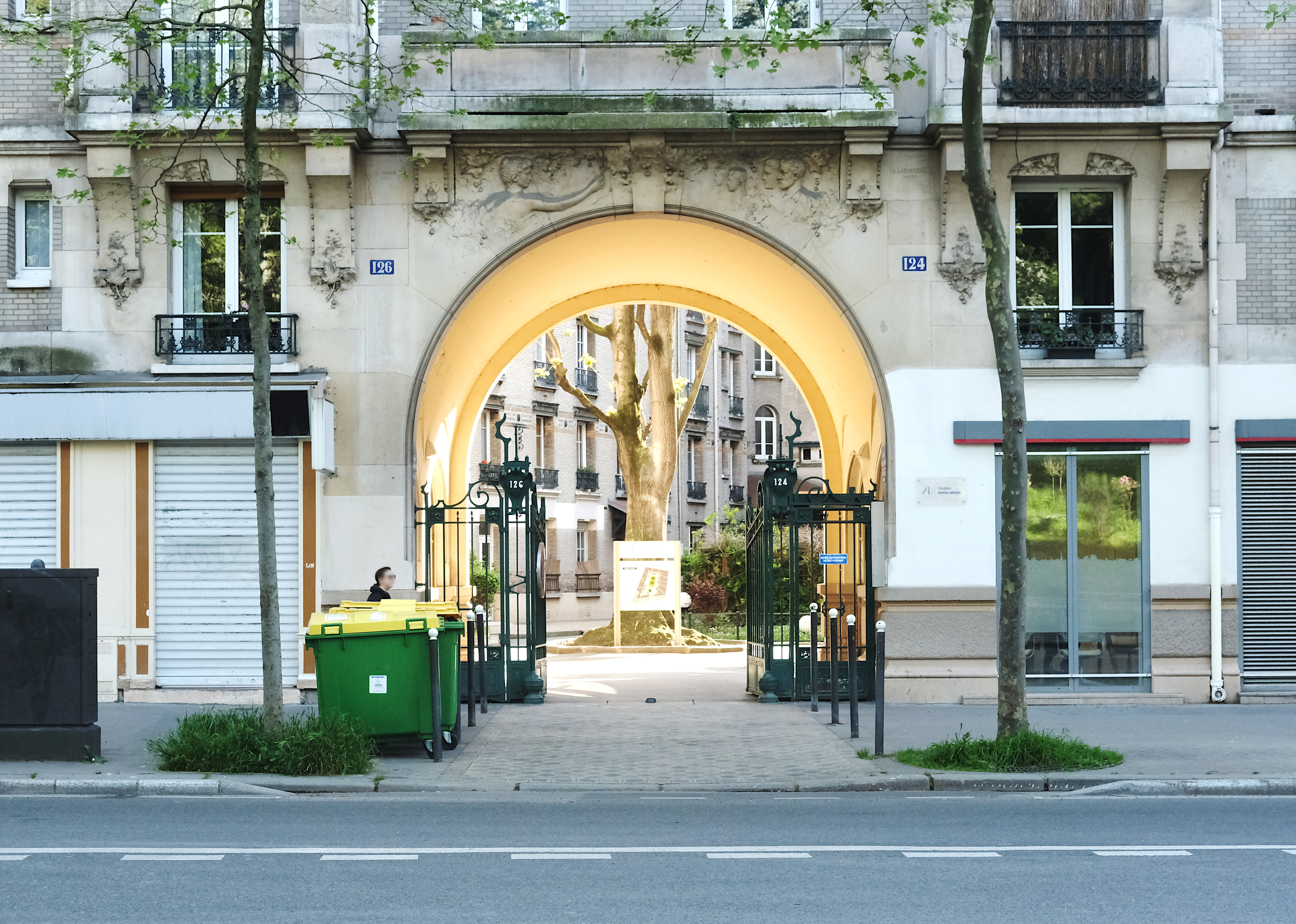
Entrée du square Eugène-Hatton vue depuis l'avenue Daumesnil.

Au no 131 : « immeuble plat ». 
Au no 166 : emplacement, de 1840 à 1934, de la manufacture d’instruments de musique mécanique des frères Limonaire.
Au no 186 se trouve l’entrée principale de l'église du Saint-Esprit, construite entre 1928 et 1929 dans un style néo-byzantin. Entre les nos 265 et nos 267, côté nord-est, et 266 et 268 côté sud-ouest, le pont de l'ancienne ligne de Petite Ceinture franchit l'avenue.

Église du Saint-Esprit.
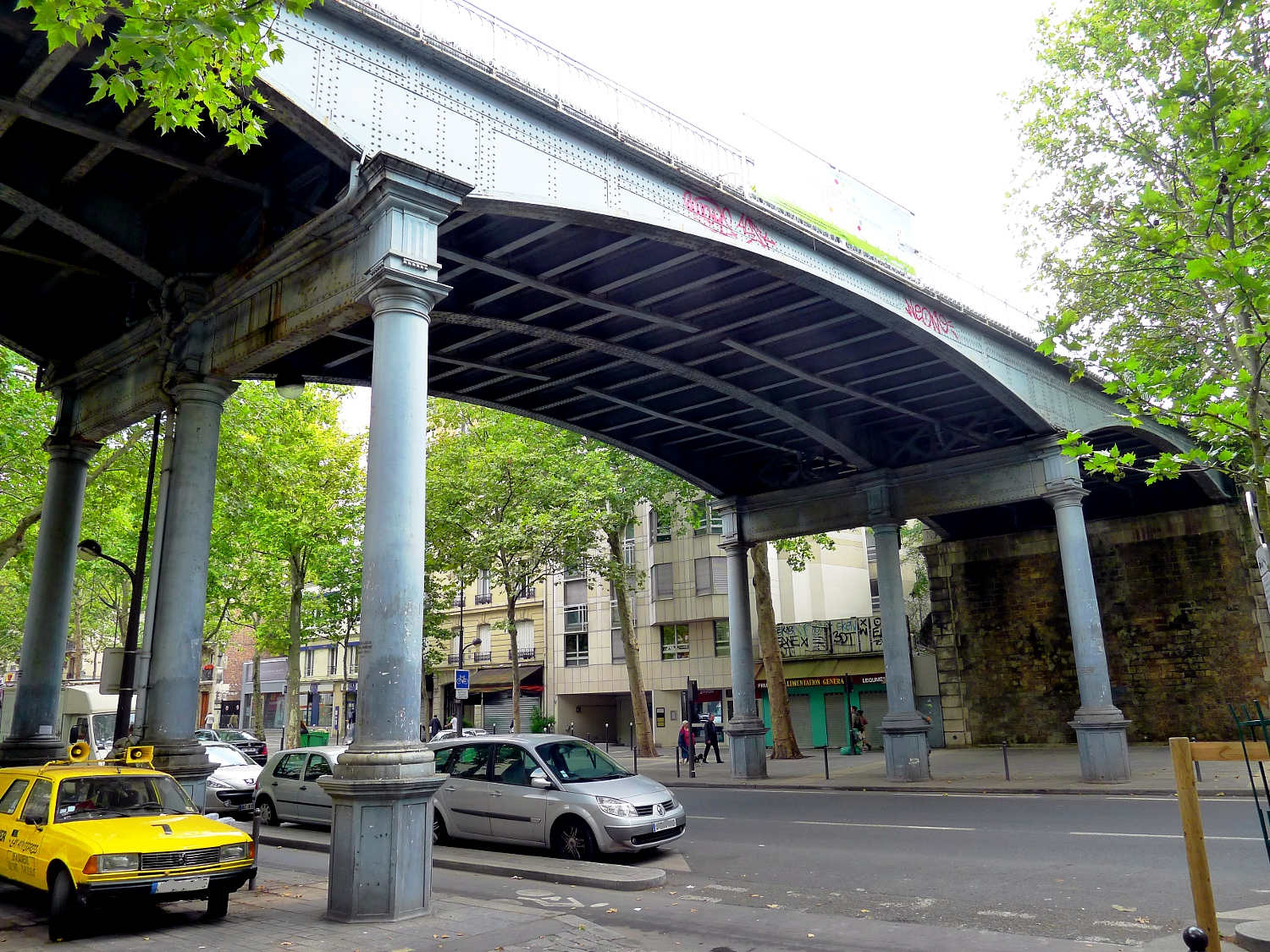
Le pont de l'ancienne ligne de Petite Ceinture.

Au no 218, entrée de la Villa Daumesnil, ensemble de maisons dessinées et financées par Napoléon III donné à une société coopérative ouvrière.
Au niveau du no 252, en 1731 (plan de Roussel), le carrefour, formé par le chemin des Marais et de Picpus, un chemin qui deviendra la rue de Fécamp et un autre dont une section est la rue Rottembourg, est appelé la Croix-Rouge car une croix y est érigée.
Au no 293, après la porte Dorée, se trouve l’ancien musée des Arts africains et océaniens. En face est érigé le monument à la mission Marchand, du nom du chef de la mission Congo-Nil, signé « R. Expert architecte, L. G. Baudry, sculpteur 1939 ».

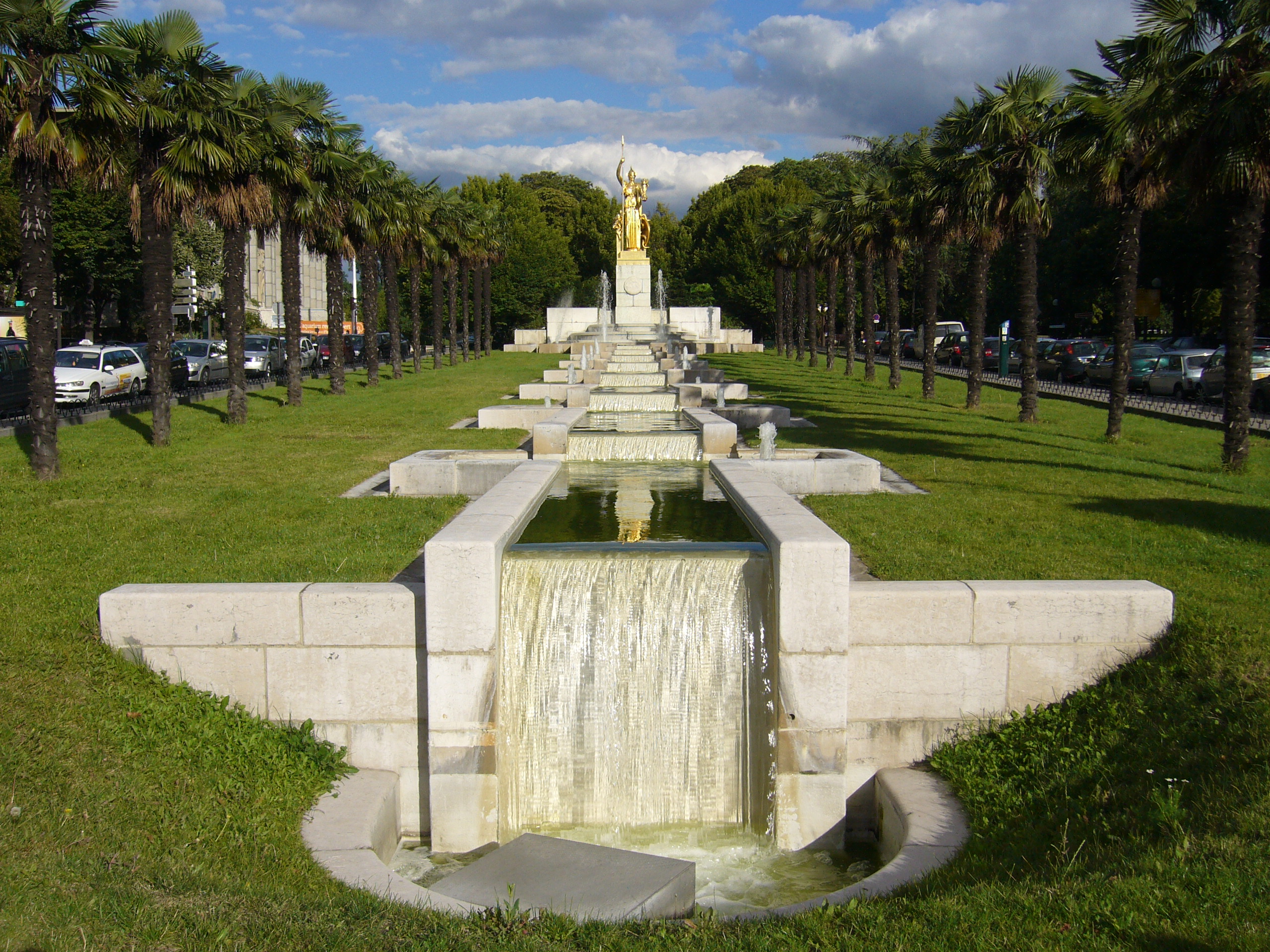
Porte Dorée.
Façade du Palais de la Porte Dorée.

Au début du bois de Vincennes, l’avenue Daumesnil longe le parc zoologique de Paris, couramment appelé « zoo de Vincennes ».

## Personnalités liées à la rue
- Nelly Marez-Darley (1906-2001), artiste peintre, vécut au no 61.
- Le général Charles Grandsard (1881-1966) vécut au no 237.